# Vela nos Jogos Olímpicos de Verão de 2008 - RS:X feminino
As regatas da classe RS:X feminino nos Jogos Olímpicos de Verão de 2008 aconteceram entre os dias 11 e 20 de agosto no Centro Internacional de Vela de Qingdao, China. 27 barcos competiram.

## Formato da competição
Em cada uma das dez primeiras regatas, os barcos recebem pontos de acordo com a sua colocação final (o vencedor recebe um ponto, o segundo recebe dois pontos etc). Ao final das dez regatas, o pior resultado de cada barco foi descartado. Os dez barcos com menos pontos se classificaram para a "Medal Race" (Regata da Medalha). Essa regata vale o dobro dos pontos e seu resultado não pode ser descartado.

## Medalhistas
| Ouro   | CHN Yin Jian           |
| Prata  | ITA Alessandra Sensini |
| Bronze | GBR Bryony Shaw        |

## Resultados
A "Regata M" é a "Regata da Medalha", da qual só participam os dez primeiros colocados das regatas anteriores. Os resultados riscados foram descartados pelos velejadores.
| Pos. | Atleta                       | Regata | Regata | Regata | Regata | Regata | Regata | Regata | Regata | Regata | Regata | Regata | Pts. |
| Pos. | Atleta                       | 1      | 2      | 3      | 4      | 5      | 6      | 7      | 8      | 9      | 10     | M      | Pts. |
| ---- | ---------------------------- | ------ | ------ | ------ | ------ | ------ | ------ | ------ | ------ | ------ | ------ | ------ | ---- |
|      | CHN Yin Jian                 | 1      | 1      | 1      | 3      | 3      | 13     | 7      | 8      | 8      | 1      | 6      | 39   |
|      | ITA Alessandra Sensini       | 6      | 2      | 9      | 1      | DSQ    | 3      | 2      | 2      | 5      | 8      | 2      | 40   |
|      | GBR Bryony Shaw              | 4      | 3      | 11     | 6      | OCS    | 6      | 5      | 3      | 1      | 2      | 4      | 45   |
| 4    | ESP Marina Alabau            | 3      | 5      | 5      | 2      | 5      | 11     | 8      | 5      | 4      | 9      | 8      | 65   |
| 5    | AUS Jessica Crisp            | 2      | 4      | 3      | 8      | 1      | 8      | 9      | 14     | 6      | 5      | 20     | 66   |
| 6    | NZL Barbara Kendall          | 12     | 7      | 12     | 4      | 2      | 4      | 3      | 6      | 13     | 21     | 12     | 75   |
| 7    | POL Zofia Noceti-Klepacka    | 17     | 16     | 17     | 5      | 4      | 2      | 1      | 1      | 3      | 17     | 16     | 82   |
| 8    | UKR Olha Maslivets           | 5      | 6      | 14     | 11     | 10     | 1      | 4      | 12     | 12     | 12     | 10     | 83   |
| 9    | HKG Wai Kei Chan             | 10     | 10     | 6      | 13     | 7      | 12     | 6      | 7      | 14     | 4      | 18     | 93   |
| 10   | ISR Maayan Davidovich        | 13     | 9      | 20     | 9      | 13     | 14     | 16     | 4      | 9      | 10     | 14     | 111  |
| 11   | FRA Faustine Merret          | 8      | DSQ    | 10     | 7      | 11     | 19     | 17     | 18     | 7      | 3      | -      | 100  |
| 12   | BUL Irina Konstantinova      | 18     | 8      | 8      | 15     | 18     | 17     | 10     | 10     | 2      | 13     | -      | 101  |
| 13   | JPN Yasuko Kosuge            | 9      | 12     | 4      | 17     | 14     | 18     | 18     | 11     | 10     | 7      | -      | 102  |
| 14   | NOR Jannicke Stålstrøm       | 7      | DSQ    | 2      | 12     | 9      | 10     | 15     | 13     | 21     | 18     | -      | 107  |
| 15   | GRE Athena Frai              | 15     | 15     | 16     | 10     | 19     | 5      | 11     | 9      | 15     | 11     | -      | 107  |
| 16   | FIN Tuuli Petäjä             | 14     | 11     | 7      | 16     | 16     | 16     | 12     | 16     | 11     | 14     | -      | 117  |
| 17   | CAN Nikola Girke             | 11     | 14     | 13     | 14     | 12     | 15     | 13     | DNF    | 18     | 15     | -      | 125  |
| 18   | BRA Patrícia Freitas         | 20     | 13     | 15     | 23     | 6      | 7      | 21     | 17     | 16     | 20     | -      | 135  |
| 19   | DEN Bettina Honore           | 21     | 18     | 21     | 18     | 20     | 9      | 14     | 15     | 22     | 6      | -      | 142  |
| 20   | THA Napalai Tansai           | 16     | 17     | 18     | 24     | 8      | 22     | 19     | 23     | 23     | 23     | -      | 169  |
| 21   | CYP Gavriella Chatzidamianou | 19     | 22     | 23     | 22     | 15     | 23     | 25     | 22     | 20     | 16     | -      | 182  |
| 22   | HUN Diána Detre              | 22     | 20     | 19     | 21     | 22     | 25     | 26     | 20     | 17     | 19     | -      | 185  |
| 23   | MEX Demita Vega              | 23     | 21     | 25     | 25     | 17     | 21     | 20     | 19     | 19     | 26     | -      | 190  |
| 24   | RUS Tatiana Bazyuk           | 24     | 23     | 24     | 19     | 21     | 20     | 22     | 21     | 25     | 24     | -      | 198  |
| 25   | ARG Florencia Gutiérrez      | 27     | 19     | 27     | 20     | 23     | 26     | 23     | DNF    | 24     | 27     | -      | 216  |
| 26   | USA Nancy Rios               | 25     | 24     | 22     | 26     | 24     | 27     | DNF    | DNF    | 26     | 22     | -      | 224  |
| 27   | TUR Sedef Köktentürk         | 26     | 25     | 26     | 27     | OCS    | 24     | 24     | DNF    | 27     | 25     | -      | 242  |

- OCS: Queimou a largada
- DSQ: Desclassificado
- DNF: Não completou